# Бланк, Джоани
Джоани Бланк (англ. Joani Blank) — американская специалистка по половому просвещению, предприниматель, писательница, видеооператор, филантроп и изобретатель в области сексуальности. У неё было своё издательство, секс-шоп и другие начинания для продвижения сексуально-либерального феминизма. Её статьи являются частью коллекции по сексуальности человека в библиотеке Корнеллского университета.

## Карьера
В 1975 году Бланк основала издательство Down There Press, издающее книги на сексуальную тематику. В 1977 году она открыла секс-шоп Good Vibrations, второй феминистский бизнес по производству секс-игрушек в США (первым был Eve’s Garden в Нью-Йорке, основанный Делл Уильямс в 1974 году). Идея об основании Good Vibrationsи возникла в результате её работы с сексопатологом Лонни Барбахом, в ходе которой они вдвоём работали с женщинами, испытывающими трудности с достижением оргазма. До основания Good Vibrations её наняли в Калифорнийский университет в Сан-Франциско для отбора кандидатов, испытывающих трудности с достижением оргазма. В дальнейшем это исследование повлияло на бизнес-модель Good Vibrations.
Бланк была одним из первых волонтёров в Информационной организации по вопросам секса в Сан-Франциско и входила в совет директоров Общества научного изучения сексуальности.
Также известна изобретением вибратора-бабочки.

## Личная жизнь
У Бланк была дочь Амика и трое внуков. С 1992 года и до самой своей смерти Бланк жила в совместном проживании и входила в правление Ассоциации совместного проживания в США. Она провела много лет в общежитии на Дойл-стрит в Эмеривилле, штат Калифорния, и стала соучредительницей своего последнего дома — общежития Swan’s Market в Окленде, штат Калифорния. Бланк занималась вопросами социальной справедливости, таким как тюремная реформа и экономическое равенство. Она получила степень магистра в области общественного здравоохранения и продолжала активно работать в области сексуальности.
Бланк умерла от рака поджелудочной железы 6 августа 2016 года, менее чем через два месяца после постановки диагноза.